# 早田原村
早田原村（はやたわらむら）は、広島県賀茂郡にあった村。現在の東広島市安芸津町のうち、風早、大田、小松原に相当する。

## 地理
- 海洋：瀬戸内海
- 河川：高野川[1]

## 歴史
- 1889年（明治22年）4月1日、町村制の施行により、賀茂郡風早村、大田村、小松原村が合併して村制施行し、早田原村が発足[1][2]。
- 1893年（明治26年）大字大田に溜池が設けられ、干害の防止に効果があった[1]。
- 1921年（大正10年）風早郵便局開設[1]。
- 1943年（昭和18年）1月1日、賀茂郡三津町、豊田郡木谷村と合併し、賀茂郡安芸津町を新設して廃止された[1][2]。

### 地名の由来
合併村の各一文字を組み合わせたもの。

## 産業
- 農業、漁業

## 交通

### 鉄道
- 1935年（昭和10年）国有鉄道呉線が全通し、風早駅開設[1]。